# EXIST.ua
EXIST.ua — український інтернет-магазин автозапчастин і сервісів. Станом на червень 2019 року компанія мала 35 офісів продажу, розташованих у більшості обласних центрів і великих містах України. За даними 2021 року, сайт EXIST.ua був одним із найбільш відвідуваних ресурсів з продажу автозапчастин в Україні.

## Історія
Інтернет-магазин EXIST.ua створено у 2008 році. У тому ж році відкрито перші офлайн-офіси продажу в Києві та Сімферополі (зачинені у 2014 році). Компанія позиціюється як один із перших інтернет-магазинів автозапчастин в Україні. У 2019 році відкрито представництво в Польщі.

## Продукт
Основою діяльності EXIST.ua є продаж автозапчастин, аксесуарів і матеріалів для обслуговування автомобілів. Компанія пропонує асортимент із приблизно 40 мільйонів найменувань товарів і сервісів. Серед сервісів — продаж полісів автострахування та цілодобове технічне обслуговування. Станом на грудень 2021 року клієнтська база компанії налічувала близько 600 000 осіб, а щомісячна відвідуваність сайту перевищувала 2,5 мільйона користувачів. Із 2008 року EXIST.ua виконала понад 5 мільйонів замовлень, відвантаживши щонайменше 10 мільйонів автозапчастин і автотоварів.

## Соціальна відповідальність
7 грудня 2023 року на факультеті конструювання та дизайну НУБіП України за підтримки журналу «autoExpert» відбувся освітній захід «FORUM CTO». У заході взяли участь 11 навчальних закладів і 20 провідних компаній транспортної галузі України. Компанія EXIST.ua представила інформаційний стенд і доповідь на тему співпраці з автосервісами, а також взяла участь у практичних заходах форуму.
З 30 травня по 1 червня 2023 року EXIST.ua брала участь у галузевій виставці AutoTechService. Компанія представила інформаційні доповіді та взяла участь у практичних семінарах за участю представників державних органів, дорожніх служб, енергетичних компаній, пожежно-рятувальних підрозділів, транспортних управлінь поліції та ДСНС.